# بوغ داخلي
الأبواغ الداخلية أو التحوصل أو البوغة الداخلية هو أن تقوم الأوليات بإحاطة نفسها بغلاف سميك مكونة ما يسمى بالحوصلة وذلك في الظروف غير الملائمة مثل:
1. نقص الغذاء.[2][3]
2. نقص الرطوبة.
3. نقص الأكسجين.
4. عدم ملائمة درجة الحرارة.
5. وجود مواد كيميائية سامة لها.

## أهمية الحوصلة
تعطي الحوصلة فترة زمنية أطول للكائن للبقاء حيا وتساعده على العيش خارج جسم العائل الذي تتطفل عليه حتى تسمح لها الظروف بالعودة إلى جسم العائل فتخرج من الحوصلة.